# Уотсон, Пол Джозеф
Пол Джозеф Уотсон (англ. Paul Joseph Watson), также известен как PJW (род. 24 мая 1982, Шеффилд, Великобритания) — британский видеоблогер, радиоведущий, публицист и сторонник конспирологических идей. Специальный редактор Infowars.com, правого онлайн-ресурса, распространявшего конспирологические теории, который был заблокирован Фейсбуком за использование «языка ненависти» и фальшивых новостей. Участник радиопередачи Infowars «Шоу Алекса Джонса» (англ. Alex Jones Show), где по совместительству время от времени выступает в роли ведущего или соведущего вместо или совместно с радиоведущим и известным конспирологом Алексом Джонсом.
Также часто обвиняется в исламофобии.

## Биография
Уотсон родился в Шеффилде, Саут-Йоркшир. В ноябре 2016 в интервью изданию The Tab он охарактеризовал свой образ жизни во время подросткового периода как «не совсем общепринятый» и отметил, что ежедневно в течение трёх часов занимался спортом и не употреблял алкоголь.

## Политические взгляды
Активно распространял теории заговора. В частности вокруг событий 11-го сентября, взрывов на Бостонском марафоне, про химиотрассы и др.. Заявлял, что телефонные вышки являются частью секретной программы слежения за людьми.
Уотсона называют одним из «правых комментаторов информационной эры». Сам он относил себя к либертарианцам и поддержал Рона Пола на президентских выборах в США 2012 года. Позже в одном из твитов 2016 года он упомянул, что больше не считает себя либертарианцем, потому что Гэри Джонсон «сделал этот термин позорным». Затем называл себя альтернативным правым, однако в итоге открестился от движения. В ноябре 2016 на Facebook Уотсон назвал себя членом «новых правых», которых, по его словам, следует рассматривать отдельно от альтернативно правых. Уотсон также применяет по отношению к себе термин консерватор и рассматривает современный консерватизм как контркультурное движение.
Уотсона, известного своими критическими высказываниями в отношении ислама в контексте терроризма, часто обвиняют в исламофобии. В одном из своих YouTube-видео он охарактеризовал ислам как «нетолерантную, радикальную и экстремистскую систему веры» и заявил, что насилие — это «культура ислама».

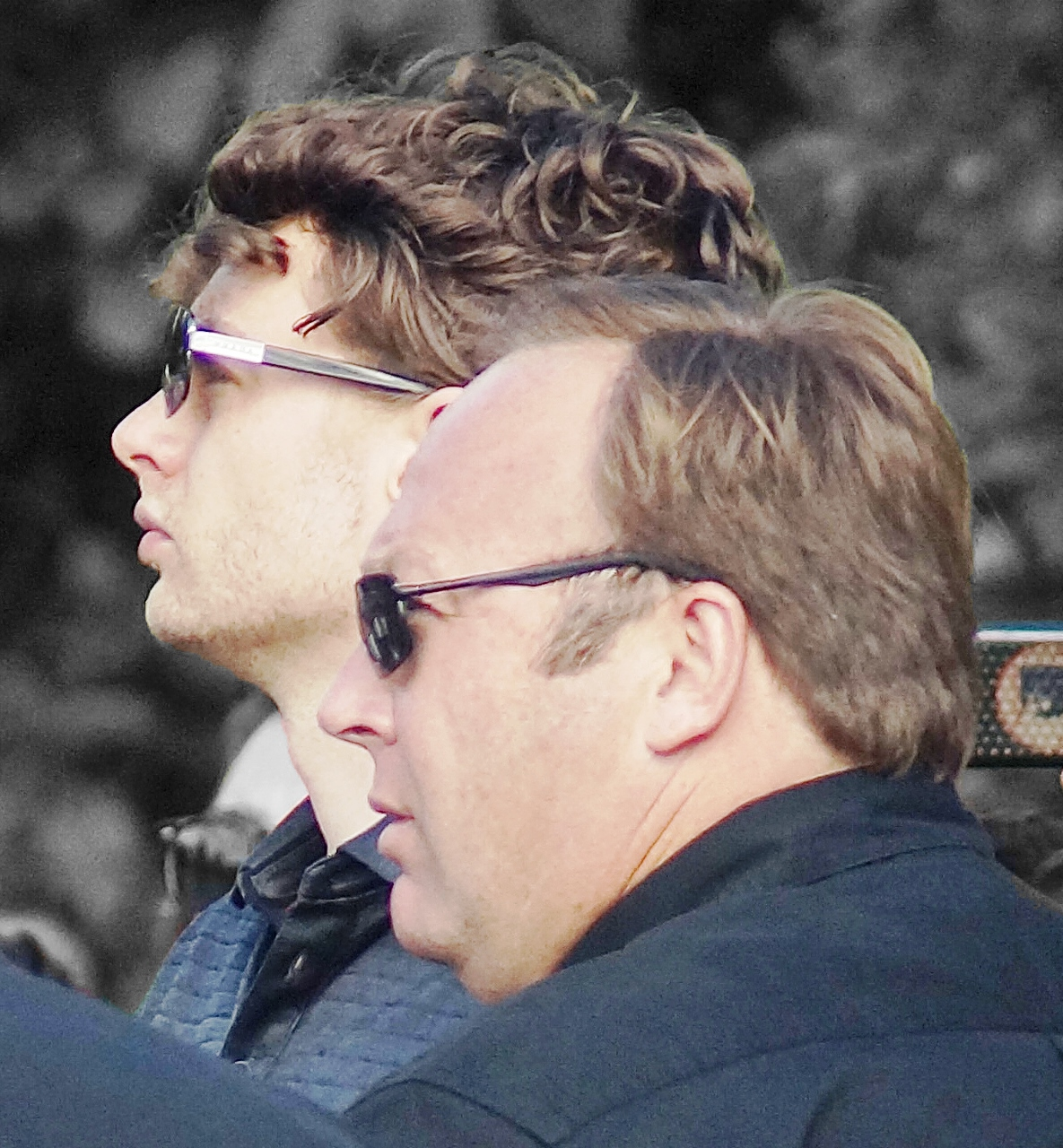
Уотсон и Алекс Джонс

Несмотря на то, что он поддержал кандидатуру Дональда Трампа на президентских выборах 2016 года, 6 апреля 2017 Уотсон объявил в своём Твиттере, что «официально сошёл с поезда Трампа» (англ. "officially OFF the Trump train") в ответ на решение президента нанести ракетный удар по Сирии, последовавшее после химической атаки несколькими днями ранее; объяснив это тем, что Трамп нарушил своё обещание не вмешиваться в сирийский конфликт. После резко возросшего числа отписавшихся пользователей в Твиттере, он опроверг свои слова, уточнив, что «сошёл с поезда Трампа только по вопросам Сирии». Он также заявил, что сосредоточится на агитации за кандидата на пост президента Франции Марин Ле Пен от партии Национальный фронт на выборах 2017 года.

## Упоминания в СМИ
В 2016 стал известен как один из первых сторонников конспирологической теории о том, что Хиллари Клинтон страдает от многочисленных серьёзных, в том числе психических, заболеваний. Роль Уотсона в создании и популяризации слуха освещалась в популярных СМИ как часть дискуссии о значении слухов и конспирологических теорий в президентских выборах в США в 2016 году.
В феврале 2017 в своём Твиттере он предложил оплатить любому журналисту, считающему, что в Швеции безопасно, поездку в страну, при условии, что тот остановится в «наводнённых преступными элементами окраинах» Мальмё. Сотни человек откликнулись на предложение, и Уотсон выбрал нью-йоркского репортёра и видеооператора Тима Пула, который уже планировал подобное расследование. Уотсон предоставил $2000 Пулу за поездку Тим Пул также начал сбор средств на финансирование ещё одного расследования про «запретные зоны» в других частях Швеции и Европы.